# Pareiasaurus
Pareiasaurus è un genere estinto di rettili erbivori, appartenente ai pareiasauri. Visse nel Permiano medio e superiore (tra 260 e 255 milioni di anni fa), e i suoi resti sono stati rinvenuti in Sudafrica.

## Corpo massiccio e zampe robuste
La corporatura del pareiasauro era incredibilmente tozza, e il corpo era a forma di botte. Le dimensioni dell'animale, con una lunghezza di circa tre metri e un peso di svariati quintali, lo ponevano come uno dei più grandi erbivori della sua epoca. Il cranio era corto e robusto, dotato di una serie di denti adatti a brucare e sminuzzare le foglie, mentre le zampe erano quasi colonnari e sporgevano di poco ai lati del corpo, al contrario di quelle dei suoi antenati, dotati di zampe all'infuori come quelle delle lucertole. Il pareiasauro era a suo modo un animale molto specializzato: le dimensioni, la forma delle zampe e del cranio e lo stile di vita erano ben diversi da quelli dei procolofoni, i suoi parenti più stretti, dall'aspetto simile a quello delle lucertole. Simile al pareiasauro, ma ancora più specializzato, era lo scutosauro (Scutosaurus karpinskii) della Russia.